# 核家族

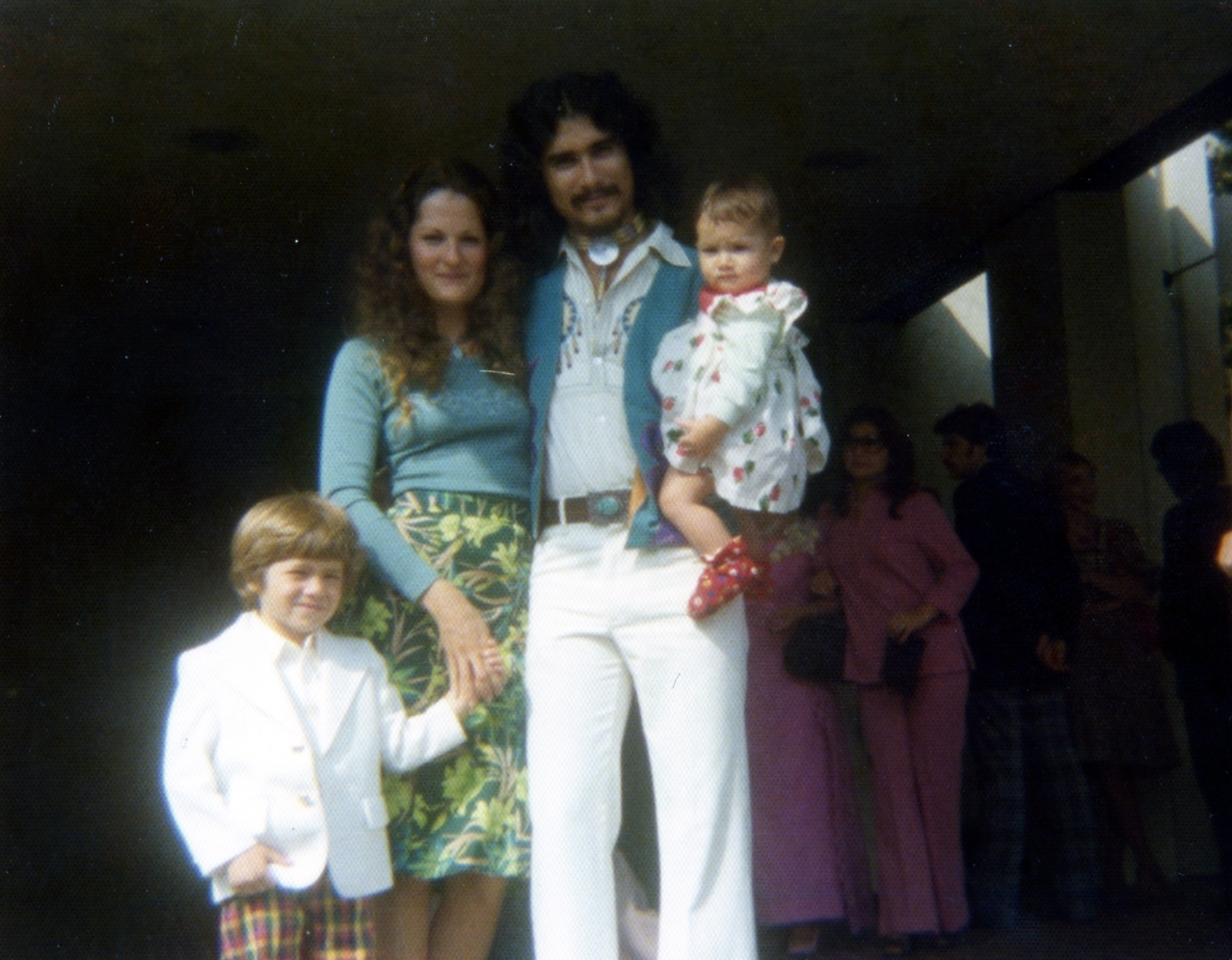
核家族、アメリカ（1970年代）

日本の核家族。

核家族（かくかぞく）とは社会における家族の形態の一つ。拡大家族、大家族、複合家族と対になる表現である。
米国の人類学者であるジョージ・マードックが人類に普遍的ですべての家族の基礎的な単位という意味で用い始めた"nuclear family"という用語の和訳であり、夫婦や親子だけで構成される家族のことである。
なお、核家族は親族世帯の一形態であり、一人暮らし世帯である単身世帯（単独世帯）とは区別される。

## 概要

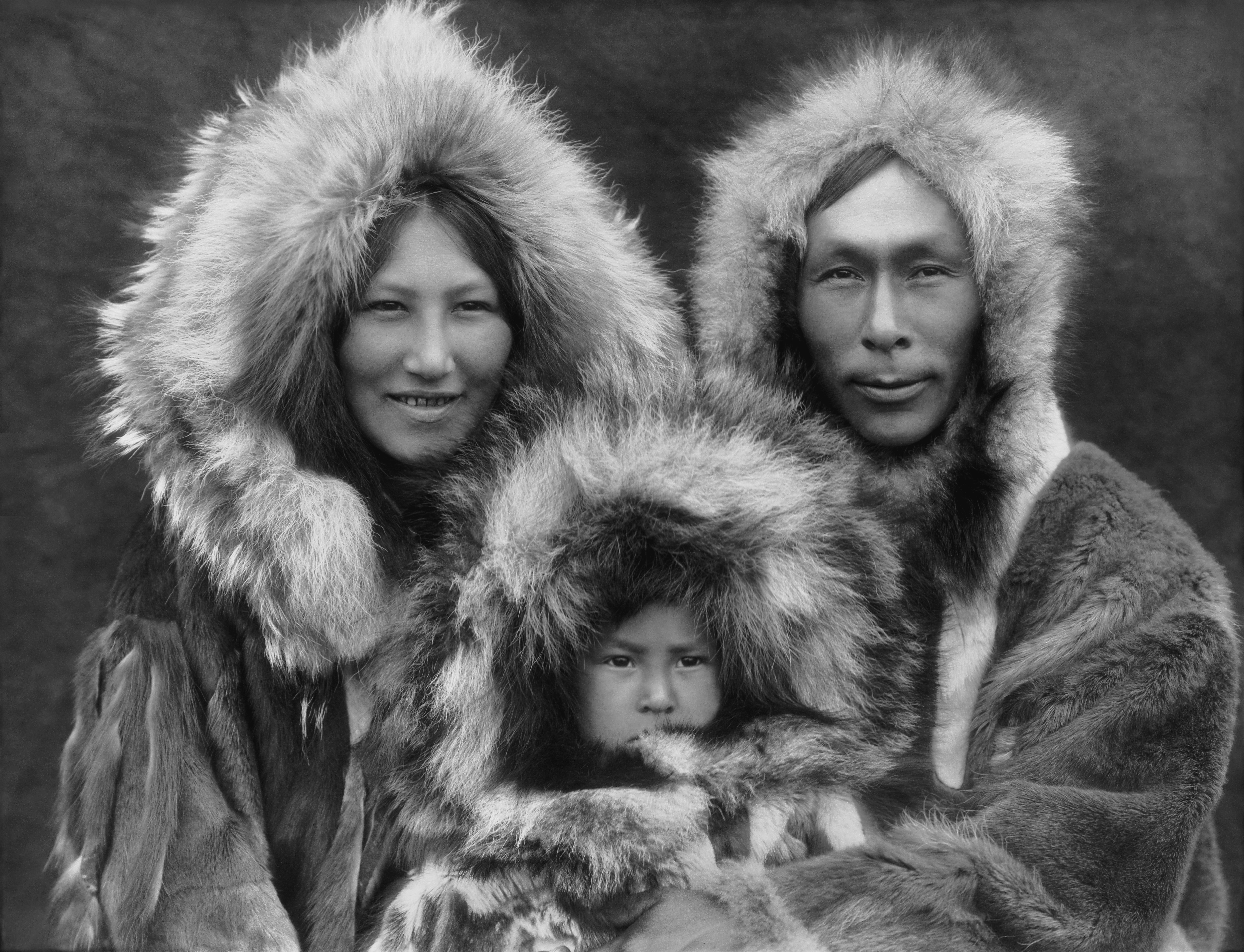
イヌイットの核家族。母親と父親と子供（1929年）

"nuclear family"という用語について、メリアム＝ウェブスターは1941年を初出とする。日本では第二次大戦後、アメリカがビキニ環礁で核実験を行った頃から流通し始めたとされている。
核家族とは具体的に以下のような形態を指すことが多い。
1. 一組の夫婦のみ
2. 一組の夫婦とその子ども
3. 父親または母親とその子ども（父子世帯や母子世帯）
4. （子供からみて）両親または父母のどちらか一方と未婚の兄弟姉妹

のいずれかからなる家族を指す。若者の一人暮らしや高齢者の一人暮らしは親族世帯ではなく単身世帯（単独世帯）に分類される。
核家族そのものは人類の普遍的な家族形態とされる。古来の核家族は、周囲に血縁関係のある人々が住み、大家族的な生活を営んでいた。これに対して、現代の核家族、特に都市で新たに世帯を構える核家族は、近隣に血縁者が存在しない孤立した核家族である。この点が古来の核家族と異なり、孤立した子育てなど新たな課題を抱えている。
大家族に比較して、転居や住居の改造など居住に関するフレキシビリティーが高く、親類間のプライバシーが維持しやすいが、多人数で同居する大家族と比べて、親子三世代による家事労働や育児、家内労働の分担がしづらくなる。

## 人口推移

### 核家族化
日本の場合、核家族率そのものは1920年（大正9年）に54%とすでに過半数を占めており、1960年代に急激に上昇し、1963年（昭和38年）には流行語となった。世帯構造に占める核家族率は、1975年（昭和50年）の約64%を頂点として、以後約6割で推移している。
1989年（平成元年）は、「夫婦のみ」の世帯が約16%、「夫婦と子」が約39.3%、一人親家庭が約5%であった。2000年代前半の世帯別家族構成の内訳は「夫婦のみ」が約20%、「夫婦と子」の形態が約30%、一人親家庭が約8%であった。2016年（平成28年）は、「夫婦のみ」が約23.7%、「夫婦と子」が約29.5%、一人親家庭が約7.3%であった。
1990年から2016年にかけて、世帯構造に占める核家族率は安定した推移であるが、その内訳とされる世帯類型に変化がみられ、「夫婦のみ」と「一人親家庭」世帯が増加する反面で、「夫婦と子」世帯は年々減少傾向にあり、少子化や社会保障が議論されている。

## 単身世帯
単身世帯（たんしんせたい）とは、一人で1戸を構えて暮らしている人、間借りして一人で暮らしている人、寮・寄宿舎、下宿屋に住んでいる単身者一人一人をいう。「一人暮らし」（ひとりぐらし）ともいう。単身世帯をいとなむ理由は、独身未婚のほか、夫婦の別居・離婚・死別、子の独立などによる。

### 単独世帯の増加
1920年（大正9年）第一回国勢調査では6.6%だった。
1975年（昭和50年）以降、単独世帯、特に高齢者の単独世帯が急増しており、これは産業構造の変化（東京一極集中など）や人口の都市化、転勤などの物理的事情により、子ども世代が、長寿化してきた親夫婦と同居が困難になっている現状を示している。別居している老親の長寿化にともなう介護問題、あるいは夫婦の共稼ぎの増加により下校後の子ども（小中学生前後）が家で独りきりになる問題が議論される原因の一つである。2015年（平成27年）、国勢調査では34.6%に増えている。